# Call of Duty: Finest Hour
Call of Duty: Finest Hour is een first-person shooter voor Xbox, PlayStation 2 en Nintendo GameCube. Het uitbreidingspakket voor Call of Duty is ontwikkeld door Spark Unlimited, en uitgebracht door Activision en Capcom.

## Gameplay
Het oorlogsspel simuleert het leven van een soldaat in de Tweede Wereldoorlog. Het verhaal verschilt echter van dat in Call of Duty. Net zoals de pc-versie speelt deze game zich ook af rond drie perspectieven van de geallieerde soldaten: de Britten, Amerikanen en Russen.

### Onlinemogelijkheden
Call of Duty: Finest Hour heeft een online-optie voor Xbox via Xbox Live voor 32 spelers, en bij PlayStation 2 voor 16 spelers. Voor de GameCube-versie is geen online-optie.